# 尼埃普斯环形山
尼埃普斯环形山（Niepce）是月球正面北半部一座古老的大撞击坑，约形成于39.2-38.5亿年前的酒海纪，其名称取自法国发明家约瑟夫·尼塞福尔·涅普斯（1765年-1833年），1970年被国际天文学联合会正式接受。

## 描述

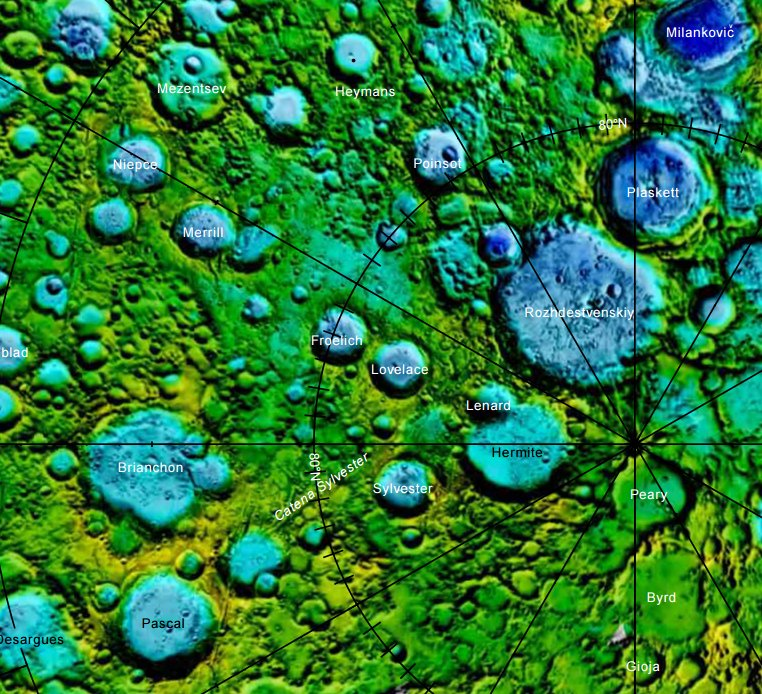
尼埃普斯环形山的周边，月球北极区域图。

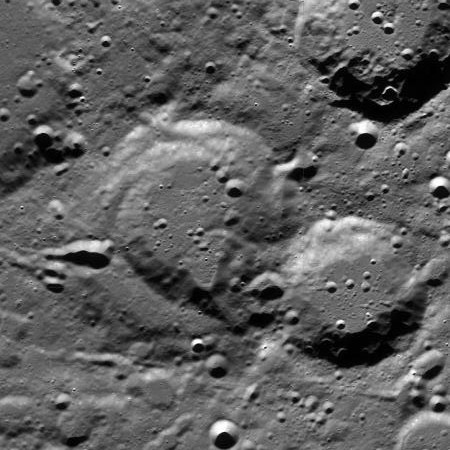
月球勘测轨道飞行器拍摄的尼埃普斯环形山（左）和卫星坑尼埃普斯 F（右），可看到尼埃普斯环形山西南一座泪滴状的小陨坑。

该陨坑西侧靠近古老的梅津采夫环形山、北面毗邻略小的梅里尔环形山，已磨损的林德布拉德环形山位于它的东南偏东、而东南偏南则坐落了稍大的诺特环形山。该陨坑中心月面坐标为72°12′N 120°09′W / 72.2°N 120.15°W，直径59.69公里，深约2.71公里。
尼埃普斯环形山外观轮廓接近圆形，坑壁因后续撞击喷出物的侵蚀、堆积而变得钝化、疏松的，其中东南壁覆盖了一群小陨坑、东侧壁则附靠了卫星坑尼埃普斯 F。沿内侧壁分布有一些阶坡结构残迹，其中东侧内壁及坑底上覆盖有卫星坑尼埃普斯 F形成时溅射出的喷发物。尼埃普斯环形山坑壁最大高出周边地形1210米，内部容积约有3012.38立方千米，坑底表面相对平坦，散布着众多大小不一的小撞击坑，其中最大的一座靠近东北偏北内壁。贴近尼埃普斯环形山西南边缘有一座可能形成于一次斜向撞击的泪滴状陨坑。

## 卫星陨石坑
按惯例，最靠近尼埃普斯环形山的卫星坑将在月图上以字母标注在它的中心点旁边.

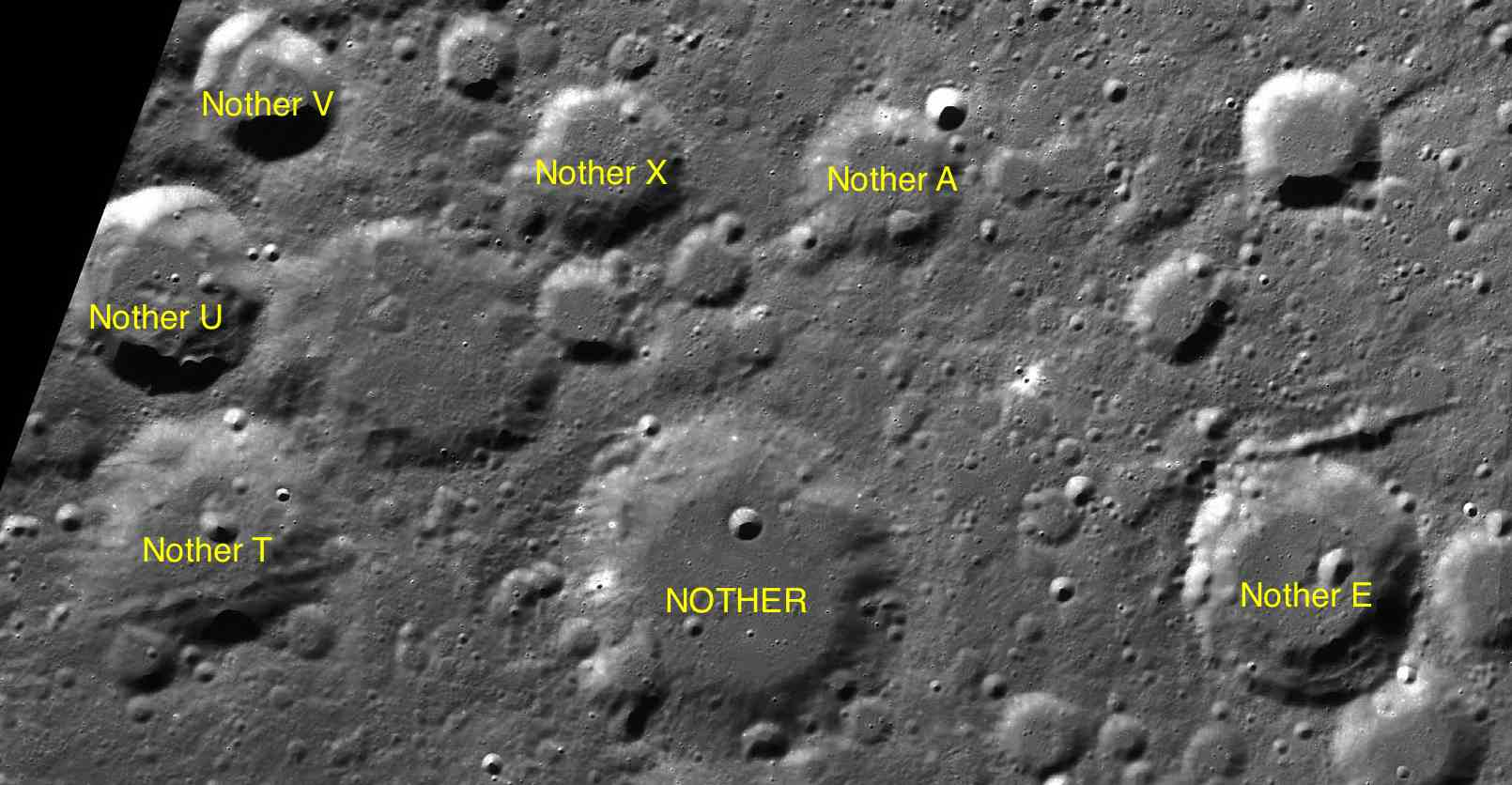
LAC-9 区域图

| 尼埃普斯 | 纬度     | 经度      | 直径     |
| -------- | -------- | --------- | -------- |
| F        | 72.13° N | 114.27° W | 48.6公里 |

## 另请参阅
- Andersson, L. E.; Whitaker, E. A. . NASA RP-1097. 1982.
- Blue, Jennifer. . USGS. July 25, 2007  [2007-08-05]. （原始内容存档于2018-12-25）.
- Bussey, B.; Spudis, P. . New York: Cambridge University Press. 2004. ISBN 978-0-521-81528-4.
- Cocks, Elijah E.; Cocks, Josiah C. . Tudor Publishers. 1995. ISBN 978-0-936389-27-1.
- McDowell, Jonathan. . Jonathan's Space Report. July 15, 2007  [2007-10-24]. （原始内容存档于2018-12-25）.
- Menzel, D. H.; Minnaert, M.; Levin, B.; Dollfus, A.; Bell, B. . Space Science Reviews. 1971, 12 (2): 136–186. Bibcode:1971SSRv...12..136M. doi:10.1007/BF00171763.
- Moore, Patrick. . Sterling Publishing Co. 2001. ISBN 978-0-304-35469-6.
- Price, Fred W. . Cambridge University Press. 1988. ISBN 978-0-521-33500-3.
- Rükl, Antonín. . Kalmbach Books. 1990. ISBN 978-0-913135-17-4.
- Webb, Rev. T. W.  6th revised. Dover. 1962. ISBN 978-0-486-20917-3.
- Whitaker, Ewen A. . Cambridge University Press. 1999. ISBN 978-0-521-62248-6.
- Wlasuk, Peter T. . Springer. 2000. ISBN 978-1-85233-193-1.